# Молчаново (Калязінський район)
Молчаново (рос. Молчаново) — присілок в Калязінському районі Тверської області Російської Федерації.
Населення становить 22 особи. Входить до складу муніципального утворення Семендяєвське сільське поселення.

## Історія
Від 2005 року входило до складу муніципального утворення Семендяєвське сільське поселення.

## Населення
| 2010 |
| ---- |
| 22   |